# 北京万寿宾馆

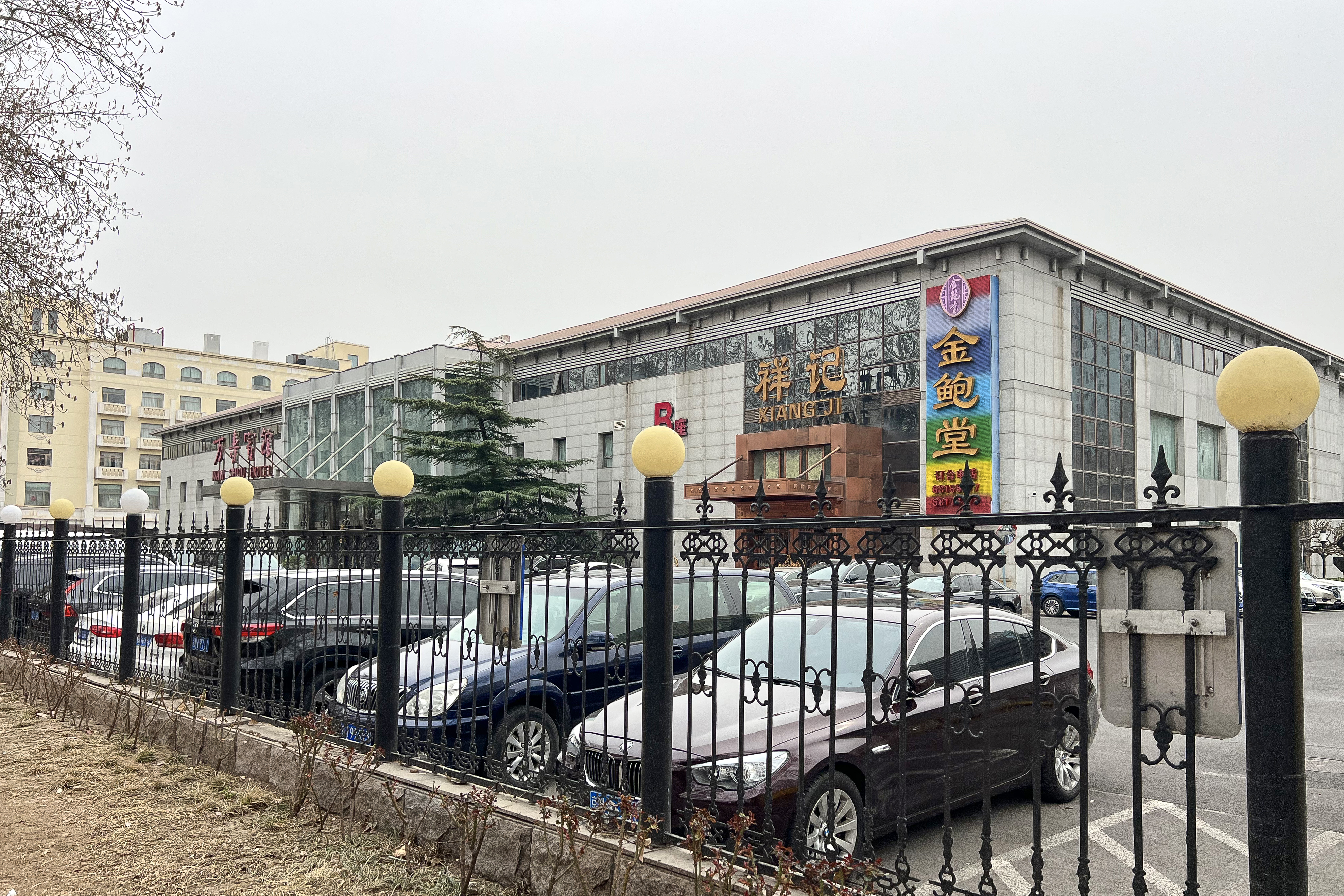
万寿宾馆B座

北京万寿宾馆，位于北京市海淀区万寿路甲12号，是中共中央对外联络部直属的综合性涉外酒店。

## 简介
北京万寿宾馆是中共中央对外联络部直属的综合性涉外酒店，为四星级酒店。北京万寿宾馆提供高档会议、中西式高档宴会、商务住宿、康体休闲等综合项目。北京万寿宾馆位于北京长安街沿长线复兴路上的万寿路，毗邻城乡—翠微商业区，东邻中华世纪坛、中国人民革命军事博物馆、中国中央电视台，西邻万事达中心，其北有玉渊潭公园、昆玉河。
北京万寿宾馆由A座、B座、C座、D座及三座贵宾小楼组成。
北京万寿宾馆经常承接中共中央对外联络部举办的会见及会议。此外，该宾馆也承接了许多其他会议。1988年，“金融体制改革和北京证券交易所筹备研讨会”在北京万寿宾馆举行，这是中国证券市场建立过程中的一次重要会议，高西庆等人参加。
1984年5月，全国人大常委会副委员长耿飚在参加第六届全国人民代表大会第二次会议期间，接受香港记者采访时就香港回归后的驻军问题做了模棱两可的回答，香港媒体由此热炒香港不必驻军。5月25日，第六届全国人民代表大会第二次会议闭幕大会结束后，邓小平依照安排在人民大会堂与参加两会的港澳代表和委员见面，并有记者现场采访，邓小平公开批评耿飚此前的发言是“胡说八道”，表示中国一定要在香港驻军。与此同时，在大会结束后正按计划去北京万寿宾馆会见外宾的耿飚接到通知折返人民大会堂，彭真告知其邓小平发火的情况。后来，耿飚写了检讨。